# Chad Lang
Chad Lang (Kanada, Ontario, Newmarket, 1975. február 11. –) kanadai jégkorongozó.

## Karrier
Komolyabb junior karrierjét az OHL-es Peterborough Petesben kezdte 1991-ben és 1995-ig itt játszott. Az 1993-as NHL-drafton a Dallas Stars választotta ki a negyedik kör 87. helyén. A National Hockey League-ben sosem játszott. Ezután hosszú időn keresztül az ECHL-ben játszott. 1995–1996-ban szerepelt a Raleigh Icecapsben és a Columbus Chillben. A következő három idényt a Huntington Blizzardban töltötte. 1998–1999-ben a Peoria Rivermenhez került majd a következő szezonban a WPHL-es Shreveport Mudbugsba. 2000–2001-ben is itt játszott csak a csapat neve Bossier-Shreveport Mudbugsra változott. 2001–2002-ben a csapat CHL-es lett és innen vonult vissza ennek az idénynek a végén.

## Díjai
- Dave Pinkney-trófea: 1993
- WPHL-bajnok (President's kupa): 2000, 2001